# Lobrigos (São Miguel e São João Baptista) e Sanhoane
Lobrigos (São Miguel e São João Baptista) e Sanhoane (llamada oficialmente União das Freguesias de Lobrigos (São Miguel e São João Baptista) e Sanhoane) es una freguesia portuguesa del municipio de Santa Marta de Penaguião, distrito de Vila Real.

## Historia
Fue creada el 28 de enero de 2013 en aplicación de una resolución de la Asamblea de la República de Portugal promulgada el 16 de enero de 2013 con la unión de las freguesias de Sanhoane, São João Baptista de Lobrigos y São Miguel de Lobrigos, pasando su sede a estar situada en la antigua freguesia de São João Baptista de Lobrigos.

## Demografía
| Gráfica de evolución demográfica de Lobrigos (São Miguel e São João Baptista) e Sanhoane entre 2011 y 2021 |
| |
| Datos según el nomenclátor publicado por el INE portugués.                                                 |